# Allan Taylor (Snookerspieler)
Allan Taylor (* 28. November 1984 in Liverpool) ist ein englischer Snookerspieler aus Basildon. Seit 2013 spielt er mit einem Jahr Unterbrechung auf der World Snooker Tour der Profis.

## Karriere

### Der lange Weg bis zur Profitour
1999 wurde Taylor englischer U16-Vize-Meister im English Billiards. Seine eigentlichen Ambitionen lagen aber im Snooker. Um den Sprung zu den Profis auf die Snooker Main Tour zu schaffen, nahm Taylor zwischen 2005 und 2010 an den Turnieren der Pontin’s International Open Series teil. Dreimal gelang ihm bei einem der Einzelturniere der Einzug ins Viertelfinale: Während der Saison 2007/08 unterlag er Jamie Jones, 2008/09 Joe Jogia und 2009/10 Gary Wilson. In der letzten PIOS-Saison erzielte er den 18. Platz der Gesamtrangliste.
In der Saison 2010/11 löste die Q School die PIOS-Serie als Qualifikationsturnierserie für Amateure ab: Taylor scheiterte 2011 einmal erst im Finale (gegen David Gilbert) seiner Gruppe. 2012 war ein Halbfinale gegen Michael Wasley sein bestes Ergebnis. Aufgrund seiner guten Ergebnisse während der Q School 2012 durfte er als Amateur an den Australian Goldfields Open 2012 teilnehmen, scheiterte aber in der ersten Qualifikationsrunde mit 0:5 an Thepchaiya Un-Nooh.
Auch in den Turnieren der Spielzeiten 2010/11 bis 2012/13 der Players Tour Championship versuchte sich Taylor bereits mit den Profispielern der Main Tour zu messen. Während des PTC Events 5 (2010/11) und des PTC Events 1 (2012/13) gelangen ihm jeweils mit dem Erreichen des Achtelfinals erste Achtungserfolge im Pro-Am-Bereich. Dabei bezwang er u. a. Profispieler wie Liu Chuang oder Mark Davis. Als einer der besten acht Amateurspieler während der PTC-Saison 2012/13, sicherte sich Taylor mit 28 Jahren erstmals ein Zweijahres-Tourticket für die Snooker-Saison 2013/14 und 2014/15.

### Sechs Jahre als Profi
Taylors Profikarriere begann erst einmal mit einer Reihe von Auftaktniederlagen. Erst in der Qualifikation zum Shanghai Masters 2013 gelang ihm gegen Paul Davison sein erster Sieg. Dazu gesellte sich aber nur noch ein einziger PTC-Erfolg und er blieb am unteren Ende der Weltrangliste stecken. Sein erstes besseres Ergebnis hatte er bei den Australian Open 2014, wo er in die dritte Qualifikationsrunde vorstieß. Auch bei den Lisbon Open gelangen ihm zwei Siege, einer davon gegen Luca Brecel. Ein paar weitere einzelne Siege vor allem bei PTC-Turnieren brachten ihn nie höher als Platz 100 in der Weltrangliste, jedoch erreichte er in der PTC Order of Merit Platz 6 und damit im Anschluss an die ersten zwei Jahre erneut die Main-Tour-Qualifikation. Das dritte Jahr begann mit einer weiteren Steigerung bei den Australian Open, nach drei Siegen verpasste er sein erstes Hauptturnier nur um ein Match. Der Rest der Saison verlief aber wieder enttäuschend und es kam nur noch ein weiterer Sieg hinzu. Erst in der Saison 2016/17 stellten sich regelmäßigere Erfolge ein. Er besiegte Spieler wie Sam Baird, Li Hang und bei den China Open Ken Doherty. Trotzdem war die Runde der letzten 32 bei den Gibraltar Open sein bestes Saisonergebnis und Platz 78 seine beste Platzierung. Damit fiel er zum zweiten Mal aus der Main Tour heraus.
Damit musste Taylor erneut in die Q School, um seinen Profistatus zu halten. Gleich beim ersten Turnier erreichte er sein Gruppenfinale. Im Entscheidungsspiel der Ex-Profis gegen Sean O’Sullivan gewann er klar mit 4:0 und war damit bis 2019 weiterhin auf der Main Tour. Die Saison 2017/18 begann er mit zwei Siegen bei der China Championship. Damit wiederholte er sein bestes Turnierergebnis bis dahin bei einem großen Turnier. Bei den World Open gelang ihm dies ein weiteres Mal. Bei kleineren Turnieren wie dem Gibraltar Open und dem Sonderformat Shoot-Out gelang ihm ebenfalls der Einzug in Runde 3, aber mit weniger Wirkung für die Weltrangliste. Darüber hinaus gab es fast nur Auftaktniederlagen, trotzdem erreichte er mit Platz 78 zu Beginn der Saison 2018/19 eine neue Bestmarke. Nach dem Erreichen der dritten Runde beim European Masters kletterte er weiter auf Platz 75 der Rangliste. Doch bei den normalen Turnieren gelang ihm danach im gesamten Rest des Spieljahrs nur noch ein einziger Sieg. Und die Wiederholung des Drittrundeneinzugs beim Shoot-Out änderte nichts daran, dass es wieder nach unten statt aufwärts in die Top 64 ging. Das Ziel verfehlte er deutlich und damit auch die Verlängerung seines Profistatus.

### Ein Amateurjahr und die Tourrückkehr
Diesmal rettete ihn auch die Q School nicht. Taylor steigerte sich zwar von Turnier zu Turnier und im dritten Anlauf erreichte er das Entscheidungsspiel, das verlor er aber gegen Alex Borg knapp im Decider. In der folgenden Saison konnte er also nur an der Challenge Tour und an den offenen Turnieren der Main Tour teilnehmen. Beim Riga Masters und dem Gibraltar Open erreichte er Achtungserfolge und die Nominierung für die Weltmeisterschaft nutzte er und erreichte dort mit Runde 3 sein bestes Ergebnis. In der Challenge Tour gewann er das fünfte von zehn Turnieren und erreichte ein weiters Mal das Halbfinale. Einige Turniere musste er auslassen, weil er nebenher als Präsentator (Master of Ceremonies) bei den Turnieren der Home Nations Series auftrat. Trotzdem reichte es für Platz 7 in der Tourwertung und die Play-off-Teilnahme. Dort erreichte er das Finale und mit einem klaren 4:0 gegen Adam Duffy gewann er eine erneute Tourcard für nächsten beiden Profispielzeiten.
Mit dem Erreichen der dritten Runde beim European Masters mit Siegen über Noppon Saengkham und Ben Woollaston begann die Saison 2020/21 vielversprechend. Dasselbe Ergebnis ließ er gleich darauf bei den English Open und den Northern Ireland Open folgen, wo er mit Joe Perry einen Top-16-Spieler schlug. Zum dritten Mal in Folge erreichte er auch beim Shoot-Out Runde 3 und warf mit Shaun Murphy sogar den Weltranglistensiebten aus dem Turnier. Weiterhin gelang ihm aber kein Achtelfinaleinzug und auch bei den großen Turnieren blieb er erfolglos, so dass die nächste Saison wieder mit Platz 77 begann.
Allen Taylor besitzt Entertainer-Qualitäten und ist neben seinen Auftritten als Präsentator  auch für Imitationen seiner Snookerkollegen bekannt.

## Erfolge
Minor-Ranking-Turniere
- Achtelfinale: Players Tour Championship (2010 – Turnier 5, 2012 – Turnier 1)

Qualifikation für die Profitour
- Players Tour Championship (Tourwertung 2012/13)
- Q School (2017 – Turnier 1)
- Challenge Tour (2020 – Play-offs)